# Чулимський алфавіт
Чулимська писемність — писемність чулимської мови.
У 2008 опублікований перший буквар для носіїв середньочулимського діалекту чулимської мови.
Писемність знаходиться в подальшій розробці, згідно з попередніми відомостями, чулимська писемність схожа на шорську та хакаську. Але в деяких записах замість літер із умлаут використовувалися Ё ё, Ю ю и Я я відповідно.

## Джерело
- http://lingsib.iea.ras.ru/ru/languages/chulym.shtml [Архівовано 27 січня 2014 у Wayback Machine.]